# Kantelpunten in het klimaat

De kantelelementen in het klimaat, volgens T.M. Lenton (2008)

Een kantelpunt in het klimaat is een kritieke drempel waarbij een (relatief) kleine verstoring de toestand van belangrijke onderdelen van het aardsysteem ingrijpend kan veranderen. Als synoniem wordt ook wel gesproken over kantelmomenten, bifurcatiepunten, of omslagpunten. Kantelpunten in het klimaat werden bijzonder actueel in het licht van de recente opwarming van de Aarde.  Wetenschappers waarschuwen voor abrupte en onomkeerbare veranderingen in het klimaat van de Aarde.

## Definities
Het Intergovernmental Panel on Climate Change (IPCC) introduceerde het concept rond de eeuwwisseling. In die tijd werd aangenomen dat grootschalige veranderingen in het klimaatsysteem enkel mogelijk waren bij een opwarming van meer dan 5 °C boven pre-industrieel niveau. Uit IPCC-rapporten van 2018-2019 blijkt echter dat dergelijke kantelpunten al mogelijk zijn vanaf een opwarming met 1 tot 2 °C.
Met de term “kantelpunt” worden uiteenlopende verschijnselen aangeduid, waaronder:
- zelfversterkende fenomenen (positieve feedback)
- al dan niet omkeerbare faseovergangen
- faseovergangen met hysterese-effecten (vertraging in de omslag)
- bifurcaties waarbij de overgang zelf soepel verloopt, maar later verstoord kan raken.[1]

Kantelpunten kunnen ook voorkomen binnen aangetaste ecosystemen, en daar niet alleen grote – en soms onomkeerbare – verstoringen veroorzaken, maar ook koolstofdioxide opnieuw in de atmosfeer uitstoten, en dus van koolstofput verworden tot koolstofbron.

## Kantelelementen
Grootschalige onderdelen van het aardsysteem kunnen volgens wetenschappers in de nabije toekomst een kantelpunt passeren, en daardoor een omslag in het globale klimaat veroorzaken. Zij observeren in dit verband vooral:
- de Atlantische thermohaliene circulatie
- de achteruitgang van het Amazoneregenwoud
- het smelten van het zee-ijs in de Noordelijke IJszee
- het smelten van de Groenlandse ijskap
- het vergroenen van de Sahara, en verschuivingen in de West-Afrikaanse moesson
- verstoring van de moesson op het Indisch subcontinent
- veranderingen in El Niño– zuidelijke oscillatie (ENSO-effect)
- instabiliteit van de West-Antarctische ijskap
- ijsverlies in Wilkes Basin, Oost-Antarctica[3]
- veranderingen in de vorming van grondwater in Antarctica
- de aantasting van koraalriffen[3]
- afsterven van de boreale wouden in Canada en Siberië
- het verlies van permafrost en toendra
- het ozongat als gevolg van de klimaatverandering.

Niet al deze gebieden hebben al een kantelpunt bereikt, of zouden dat bereiken in 2020-2029. Maar voor het uitwerken van een klimaatbeleid in overeenstemming met het Akkoord van Parijs is het aangewezen deze subcontinentale systemen van nabij te observeren, met de bedoeling in een vroeg stadium waarschuwingen te kunnen uitsturen. Kennis en communicatie rond deze kantelelementen kunnen ook bijdragen tot een scherper besef van urgentie.

## In de media
De Amerikaanse rampenfilm The Day After Tomorrow verhaalt een plotse en dramatische klimaatomslag.